# Vino da messa

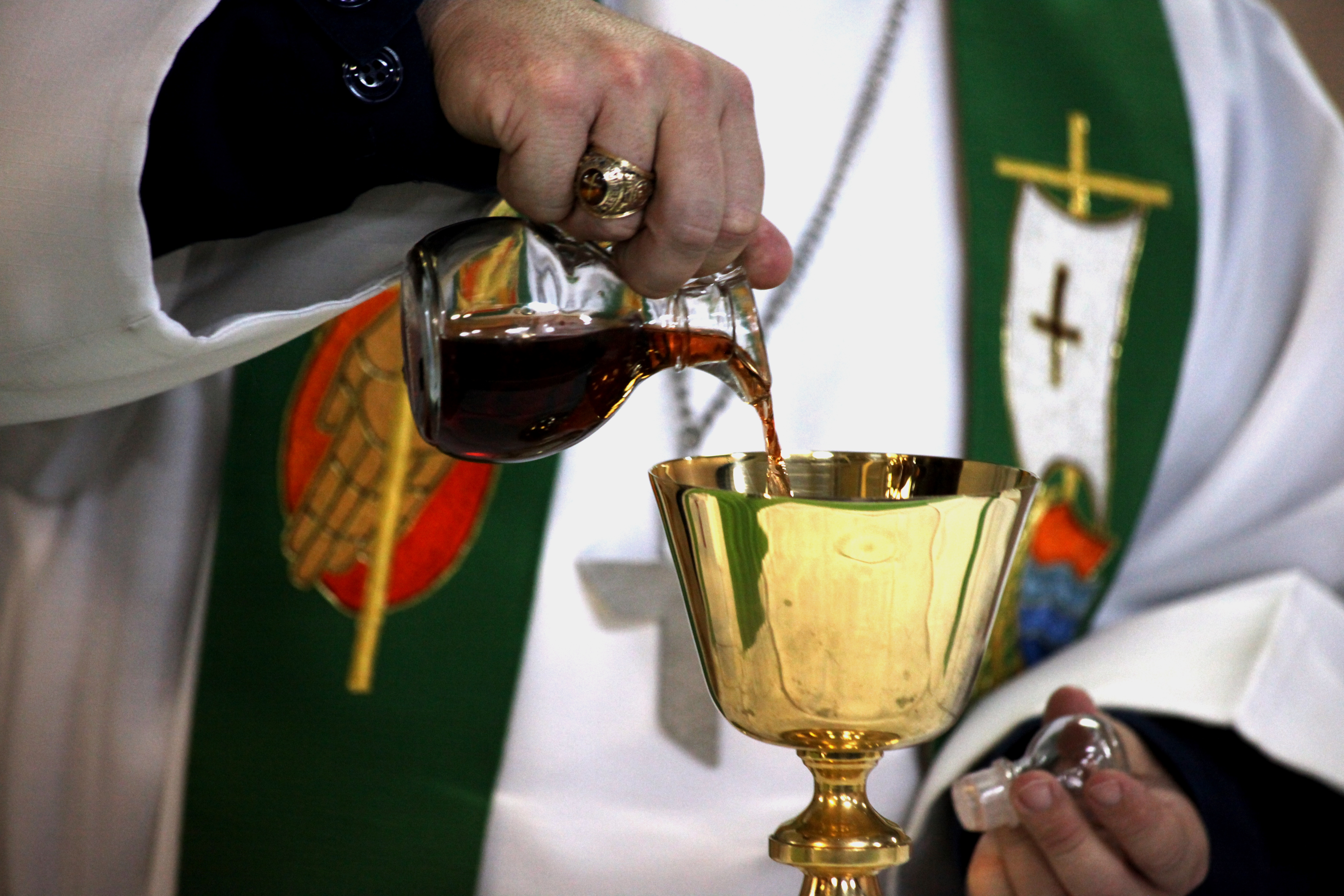
Preparazione del Vino da messa.

Il vino da messa viene usato per la Consacrazione.

## Significato liturgico

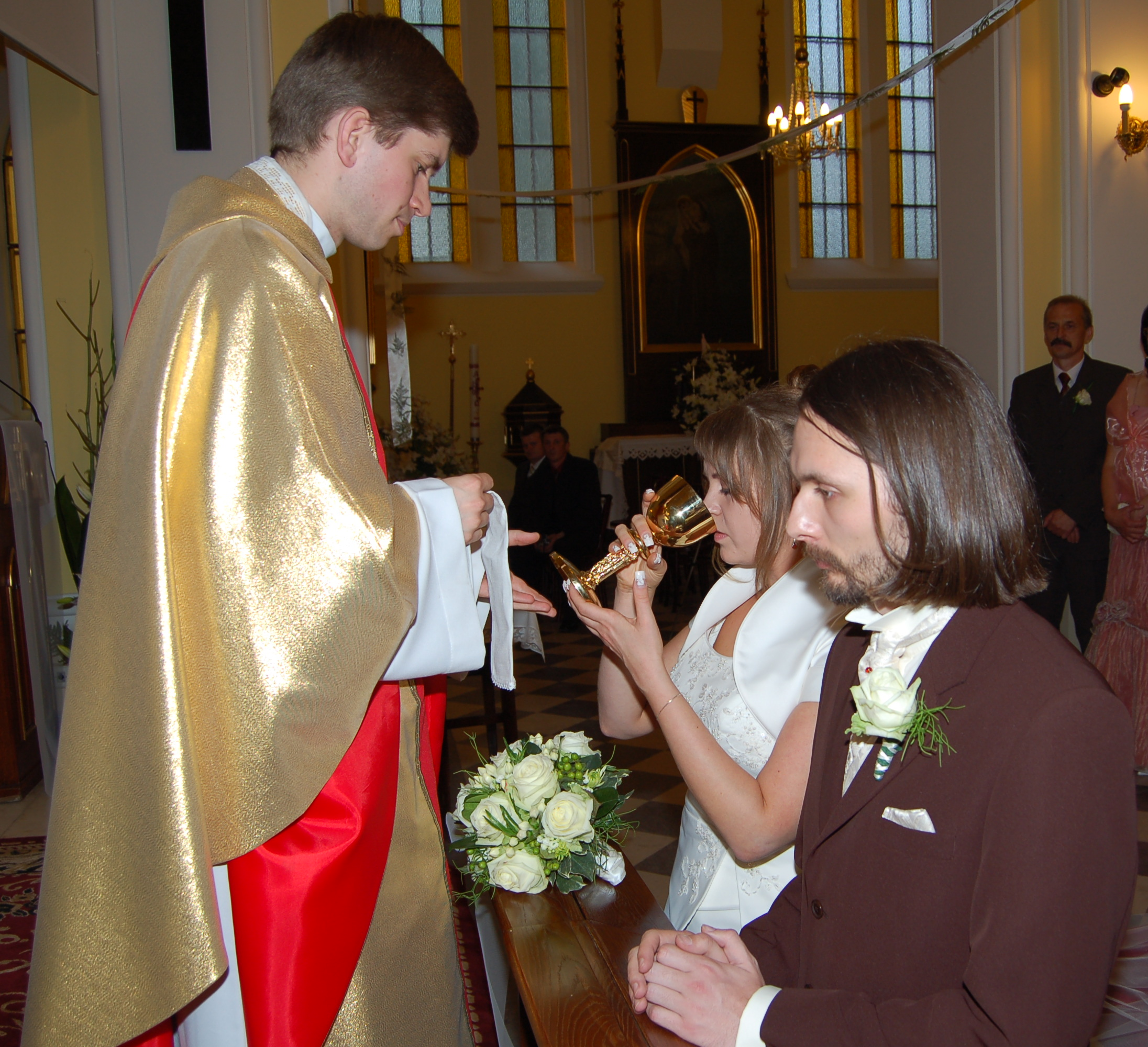
Comunione sotto le due specie durante una liturgia matrimoniale

Al momento della consacrazione, secondo il dogma cattolico della Presenza reale, il vino si trasforma realmente in sangue. Questo fenomeno è detto più precisamente transustanziazione, ovvero trasformazione in un'altra sostanza, pur nella permanenza delle caratteristiche sensibili del vino originario come colore, aroma, gusto, quantità.
Martin Lutero invece negò la transustanziazione, affermando che la natura originaria del vino coesiste con quella del sangue di Cristo.

## Caratteristiche

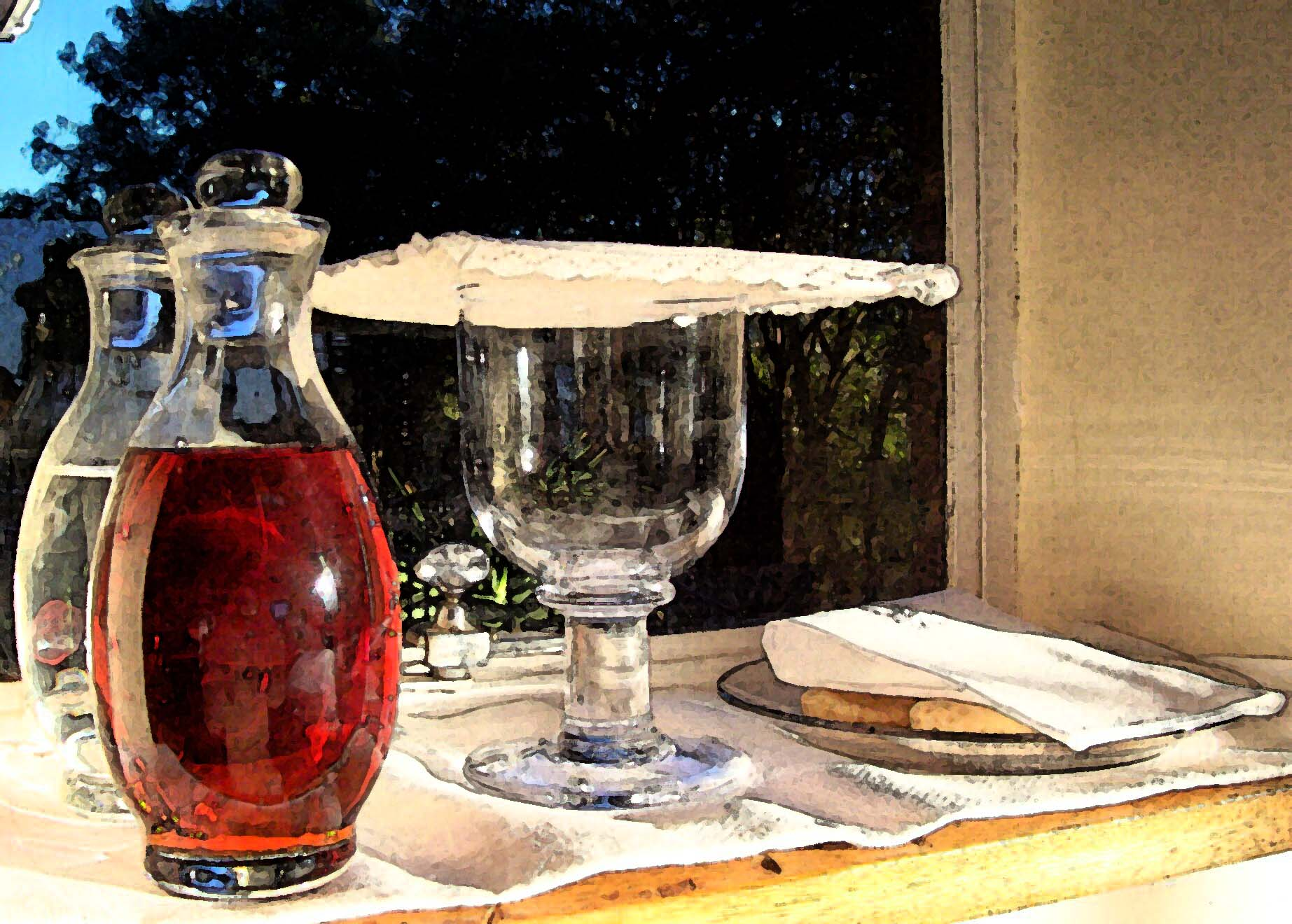
Vino da messa al monastero di Themba (Makhanda, Sudafrica)

Al riguardo il diritto canonico afferma soltanto (Canone 924, paragrafo 3):
«Il vino deve essere naturale, del frutto della vite e non alterato».
L'Istruzione "Redemptionis Sacramentum" specifica (capitolo III, paragrafo 50):
Da qualche anno, in deroga a quanto stabilito dal Canone 924 del Diritto Canonico (vago in materia di disciplinare) anche il vino da messa può  contenere solfiti, poiché considerati agenti conservanti e non meramente alteranti della sua composizione.